# Municipio D (Montevideo)
El Municipio D es uno de los ocho municipios en los que se encuentra administrativamente dividido el departamento de Montevideo, en Uruguay. Tiene su sede en la Avenida General Flores n.º 4750, de la ciudad de Montevideo.

## Historia
El municipio fue creado como "Municipio 6" a través del Decreto departamental N.º 33209 del 17 de diciembre de 2009, en cumplimiento de los artículos 262, 287 y la disposición transitoria Y de la Constitución de la República y la Ley N.º 18567 de descentralización política y participación ciudadana. A este municipio se le adjudicaron los siguientes distritos electorales:  BBA, BBB, BBC, BBD, BDD, BNB, BNC, BOA y BOB del departamento de Montevideo. Forman parte del municipio los Centros Comunales Zonales (CCZ) 10, 11 y parte del 6. Su creación fue ratificada a través de la Ley N.º 18653 del 15 de marzo de 2010 por el Poder Legislativo.

## Órganos del gobierno
La autoridad del municipio es el Concejo Municipal, compuesto por el Alcalde y cuatro Concejales.
| Concejo municipal | Concejo municipal     | Concejo municipal                       |
| ----------------- | --------------------- | --------------------------------------- |
| Partido político  |                       | Frente Amplio                           |
| Partido político  | Partido Independiente |                                         |
| Integración       |                       |                                         |
| Alcalde           |                       | Gabriel Velazco 27 de noviembre de 2020 |
| Concejales        |                       | Ana Luisa Fleitas (FA)                  |
| Concejales        | Diego Rodríguez (FA)  |                                         |
| Concejales        | Bryan Araujo (PI)     |                                         |
| Concejales        | Héctor Vidal (PI)     |                                         |

## Ubicación, territorio y límites

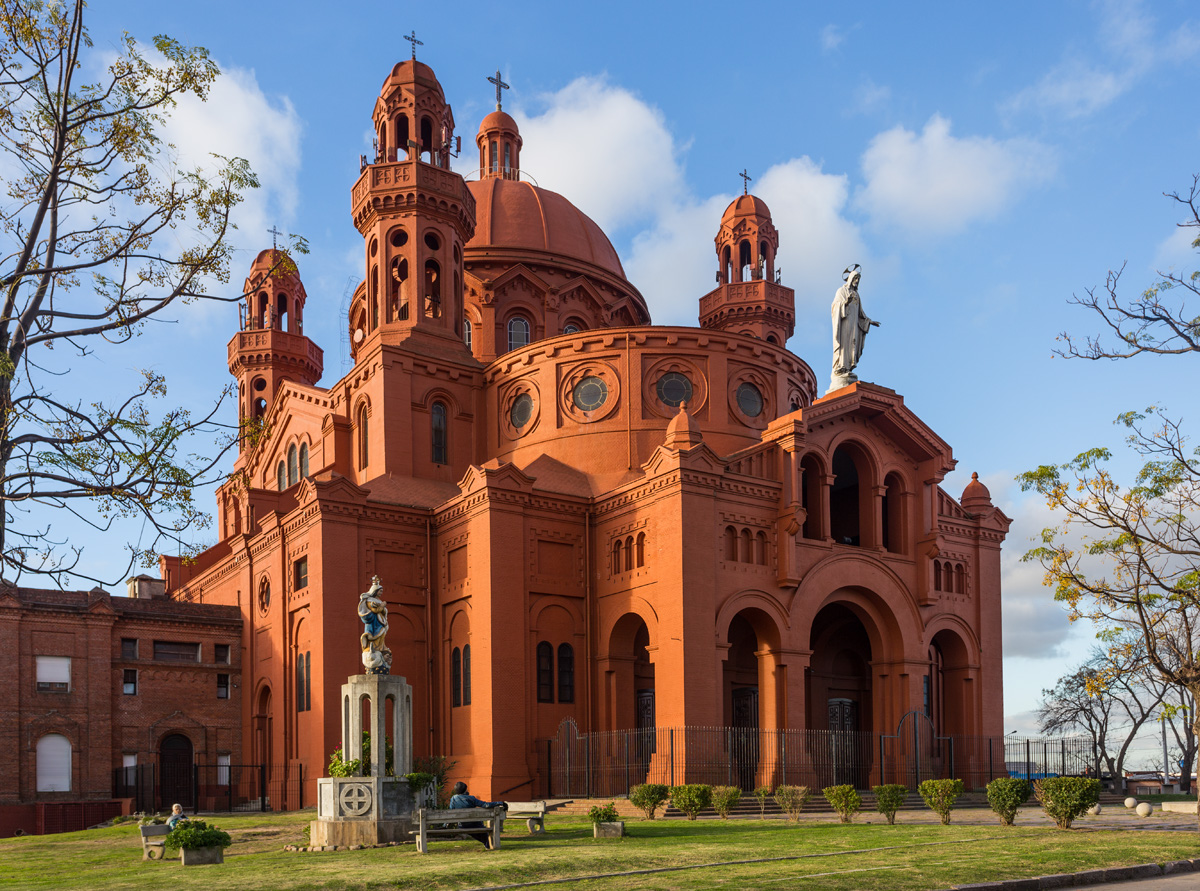
La Iglesia Parroquial del Santuario Nacional del Corazón de Jesús, ubicada en el municipio D, en la zona del Cerrito de la Victoria.

El municipio D comprende tanto zonas urbanas de la ciudad de Montevideo, como áreas rurales del departamento de Montevideo.
Sus límites territoriales fueron determinados por el decreto N°33209, siendo éstos las calles: Bulevar José Batlle y Ordóñez, Monte Caseros, Avenida Dr Luis Alberto de Herrera, Avenida 8 de Octubre, Camino Corrales, Avenida General Flores, Avenida José Belloni, camino al Paso del Andaluz, el límite departamental con Canelones, y el arroyo Miguelete.
Quedan comprendidos dentro de sus límites los siguientes barrios:
1. Toledo Chico
2. Manga
3. Piedras Blancas
4. Placido Ellauri
5. Casavalle
6. Borro
7. Marconi
8. Las Acacias
9. Pérez Castellanos
10. Porvenir
11. Villa Española
12. Unión
13. Bolívar
14. Cerrito de la Victoria
15. Aires Puros

## Autoridades
| Nº | Alcalde         | Mandato                 | Mandato                 | Partido político | Partido político |
| Nº | Alcalde         | Inicio                  | Fin                     | Partido político | Partido político |
| 1  | Sandra Nedov    | 9 de julio de 2010      | julio de 2015           |                  | Frente Amplio    |
| 2  | Sandra Nedov    | julio de 2015           | 26 de noviembre de 2020 |                  | Frente Amplio    |
| 3  | Gabriel Velazco | 27 de noviembre de 2020 | En el cargo             |                  | Frente Amplio    |

### Concejo municipal
| Período    | Concejales         | Partido político | Partido político           |
| ---------- | ------------------ | ---------------- | -------------------------- |
| 2010-2015  | Alejandro Pedraja  |                  | Frente Amplio              |
| 2010-2015  | Daniel Fagúndez    |                  | Frente Amplio              |
| 2010-2015  | Claudio Vázquez    |                  | Frente Amplio              |
| 2010-2015  | Carolina Murphy    |                  | Partido Nacional           |
| 2015-2020  | Daniel Fagúndez    |                  | Frente Amplio              |
| 2015-2020  | Alejando Antonelli |                  | Frente Amplio              |
| 2015-2020  | Carolina Murphy    |                  | Partido de la Concertación |
| 2015-2020  | Néstor Paipó       |                  | Partido de la Concertación |
| 2020- 2025 | Ana Luisa Fleitas  |                  | Frente Amplio              |
| 2020- 2025 | Diego Rodríguez    |                  | Frente Amplio              |
| 2020- 2025 | Bryan Araujo (PN)  |                  | Partido Independiente      |
| 2020- 2025 | Héctor Vidal (PC)  |                  | Partido Independiente      |